# Anel Husic
Anel Karim Husic (Yverdon-les-Bains, 1º marzo 2001) è un calciatore svizzero, difensore dello Young Boys.

## Carriera
Cresciuto nel settore giovanile del Losanna, il 27 luglio 2021 firma il primo contratto con il club biancoblù; esordisce tra i professionisti il 7 agosto, nella partita di campionato persa per 3-1 contro il Grasshoppers, in cui segna l'unica rete della sua squadra.

## Statistiche

### Presenze e reti nei club
Statistiche aggiornate al 4 novembre 2023.
| Stagione        | Squadra         | Campionato      | Campionato | Campionato | Coppe nazionali | Coppe nazionali | Coppe nazionali | Coppe continentali | Coppe continentali | Coppe continentali | Altre coppe | Altre coppe | Altre coppe | Totale | Totale | Totale |
| Stagione        | Squadra         | Comp            | Pres       | Reti       | Comp            | Pres            | Reti            | Comp               | Pres               | Reti               | Comp        | Pres        | Reti        | Pres   | Reti   |        |
| --------------- | --------------- | --------------- | ---------- | ---------- | --------------- | --------------- | --------------- | ------------------ | ------------------ | ------------------ | ----------- | ----------- | ----------- | ------ | ------ | ------ |
| 2021-2022       | Losanna         | SL              | 23         | 1          | CS              | 3               | 0               | -                  | -                  | -                  | -           | -           | -           | 26     | 1      |        |
| 2022-2023       | Losanna         | CL              | 29         | 0          | CS              | 2               | 0               | -                  | -                  | -                  | -           | -           | -           | 31     | 0      |        |
| 2023-2024       | Losanna         | SL              | 12         | 0          | CS              | 3               | 0               | -                  | -                  | -                  | -           | -           | -           | 15     | 0      |        |
| Totale carriera | Totale carriera | Totale carriera | 64         | 1          |                 | 8               | 0               |                    | -                  | -                  |             | -           | -           | 72     | 1      |        |

### Cronologia presenze e reti in nazionale
| Cronologia completa delle presenze e delle reti in nazionale ― Svizzera under 21 | Cronologia completa delle presenze e delle reti in nazionale ― Svizzera under 21 | Cronologia completa delle presenze e delle reti in nazionale ― Svizzera under 21 | Cronologia completa delle presenze e delle reti in nazionale ― Svizzera under 21 | Cronologia completa delle presenze e delle reti in nazionale ― Svizzera under 21 | Cronologia completa delle presenze e delle reti in nazionale ― Svizzera under 21 | Cronologia completa delle presenze e delle reti in nazionale ― Svizzera under 21 | Cronologia completa delle presenze e delle reti in nazionale ― Svizzera under 21 |
| Data                                                                             | Città                                                                            | In casa                                                                          | Risultato                                                                        | Ospiti                                                                           | Competizione                                                                     | Reti                                                                             | Note                                                                             |
| -------------------------------------------------------------------------------- | -------------------------------------------------------------------------------- | -------------------------------------------------------------------------------- | -------------------------------------------------------------------------------- | -------------------------------------------------------------------------------- | -------------------------------------------------------------------------------- | -------------------------------------------------------------------------------- | -------------------------------------------------------------------------------- |
| 12-10-2021                                                                       | Sofia                                                                            | Bulgaria under 21                                                                | 0 – 1                                                                            | Svizzera under 21                                                                | Qual. Europeo Under-21 2023                                                      | -                                                                                | 46’                                                                              |
| 12-11-2021                                                                       | Thun                                                                             | Svizzera under 21                                                                | 3 – 0                                                                            | Moldavia under 21                                                                | Qual. Europeo Under-21 2023                                                      | 1                                                                                |                                                                                  |
| 16-11-2021                                                                       | Newport                                                                          | Galles under 21                                                                  | 0 – 1                                                                            | Svizzera under 21                                                                | Qual. Europeo Under-21 2023                                                      | -                                                                                |                                                                                  |
| 29-3-2022                                                                        | Deventer                                                                         | Paesi Bassi under 21                                                             | 2 – 0                                                                            | Svizzera under 21                                                                | Qual. Europeo Under-21 2023                                                      | -                                                                                | 86’                                                                              |
| 4-6-2022                                                                         | Lugano                                                                           | Svizzera under 21                                                                | 1 – 0                                                                            | Bulgaria under 21                                                                | Qual. Europeo Under-21 2023                                                      | -                                                                                | 83’                                                                              |
| 8-6-2022                                                                         | Chișinău                                                                         | Moldavia under 21                                                                | 1 – 1                                                                            | Svizzera under 21                                                                | Qual. Europeo Under-21 2023                                                      | -                                                                                | 88’                                                                              |
| 22-9-2022                                                                        | Marbella                                                                         | Giappone under 21                                                                | 1 – 2                                                                            | Svizzera under 21                                                                | Amichevole                                                                       | -                                                                                | 46’                                                                              |
| 24-9-2022                                                                        | Marbella                                                                         | Norvegia under 21                                                                | 3 – 2                                                                            | Svizzera under 21                                                                | Amichevole                                                                       | -                                                                                | 45’                                                                              |
| Totale                                                                           |                                                                                  | Presenze                                                                         | 8                                                                                |                                                                                  | Reti                                                                             | 1                                                                                |                                                                                  |